# WebMatrix
Microsoft WebMatrix es un creador de sitios web y editor HTML conectado a la nube para Windows, orientado al desarrollo web. permite a los desarrolladores crear sitios web utilizando plantillas integradas o aplicaciones populares de código abierto, con soporte completo para ASP.NET, PHP, Node.js y HTML5. Microsoft desarrolló WebMatrix con el fin de proporcionar a los desarrolladores web capacidades de codificación, personalización y publicación, todo en un solo lugar. Este software ha sido descontinuado.

## Historia
WebMatrix es un sucesor de ASP.NET Web Matrix, que se lanzó en 2003 y luego fue descontinuado.
En 2011, WebMatrix se lanzó para admitir una gran cantidad de sistemas de gestión de contenido de código abierto y para proporcionar un entorno de desarrollo web ligero para PHP y ASP.NET. Se centró en una interfaz de usuario limpia y simple que permitía a los desarrolladores web crear sitios web desde cero o personalizando sistemas de gestión de contenido web de código abierto como Orchard, DotNetNuke, Umbraco, Joomla!, Drupal o WordPress.
De 2011 a 2012, las versiones WebMatrix 2 Beta y RC agregaron soporte para Node.js, plantillas de sitio web adicionales y soporte para publicación en sitios web Microsoft Azure. El 6 de septiembre de 2012, el lanzamiento oficial de WebMatrix 2 se hizo público. El lanzamiento de WebMatrix 3 estuvo disponible el 1 de mayo de 2013. A diferencia de WebMatrix 2, WebMatrix 3 requiere Windows 7 o posterior.
En 2016, Microsoft anunció la suspensión de WebMatrix a favor de Visual Studio Code con soporte formal que finalizó el 1 de noviembre de 2017.

## Características
- Creación, publicación y sincronización simplificada de sitios web.
- Integración con sistemas de control de versiones que incluyen Git y Team Foundation Server.
- Compleción automática de código y resaltado de sintaxis para HTML5, CSS3, JavaScript y TypeScript.
- Edición para lenguaje del lado del servidor ASP.NET, PHP y Node.js.
- Soporte para jQuery, jQuery Mobile, Less y Sass.
- Administrador de base de datos para MySQL, Microsoft SQL Server y SQL Server Compact
- Herramientas para implementación de archivos y bases de datos.
- Implementación en alojamiento compartido, servidores dedicados o Microsoft Azure
- Publicación de sitios web utilizando FTP, SFTP y Web Deploy (una función IIS para publicar sitios web).[3]
- Incorporado Posicionamiento en buscadores e informes de rendimiento.
- Edición remota o sin conexión.
- Descarga de sitios remotos para edición local.
- Migración de la base de datos de SQL Server Compact 4.0 a SQL Express Edition o SQL Server.
- Extensibilidad a través de complementos.